# Cuscuta capitata
Cuscuta capitata är en vindeväxtart som beskrevs av William Roxburgh. Cuscuta capitata ingår i släktet snärjor, och familjen vindeväxter. Utöver nominatformen finns också underarten C. c. varzobica.